# Balázs Tóth (taekwondo)
Balázs Tóth (31 de agosto de 1983) es un deportista húngaro que compitió en taekwondo. Ganó una medalla de bronce en el Campeonato Mundial de Taekwondo de 2007, en la categoría de –78 kg.

## Palmarés internacional
| Campeonato Mundial | Campeonato Mundial | Campeonato Mundial | Campeonato Mundial |
| Año                | Lugar              | Medalla            | Categoría          |
| ------------------ | ------------------ | ------------------ | ------------------ |
| 2007               | Pekín (China)      | Medalla de bronce  | –78 kg             |